# 430-as busz (Miskolc)
A miskolci 430-as jelzésű autóbusz (korábban, más néven Takata körjárat) a Déli Ipari Park - Joyson és a Harsányi út között közlekedett. A járatot a Miskolc Városi Közlekedési Zrt. üzemeltette.

## Története
2017. február 1-jén új járat indult 430-as jelzéssel a Takata és Harsányi út között.
2018. április 10-től a végállomás Takatáról Déli Ipari Park - Joyson névre változott.

## Útvonala
| Déli Ipari Park - Joyson → Harsányi út → Déli Ipari Park - Joyson                                                                    |
| --- |
| Déli Ipari Park - Joyson vá. – Takata utca – Doni út – Pesti út – Harsányi út – Doni út – Takata utca – Déli Ipari Park - Joyson vá. |

## Megállóhelyei
| 0  | Déli Ipari Park - Joyson végállomás |           |                                                                                        |
| 7  | Erzsébet királyné utca              | 4, 43, 44 | Lidl áruház, Praktiker barkácsáruház                                                   |
| 8  | Harsányi út                         | 4, 43, 44 | Cora bevásárlóközpont, Jysk áruház, Park Center, Sever Center, TTL áruház, Aldi áruház |
| 11 | Déli Ipari Park - Joyson végállomás | 43, 44    |                                                                                        |